# Сила крови
«Сила крови» (исп. La fuerza de la sangre) — новелла испанского писателя Мигеля де Сервантеса, опубликованная в 1613 году в составе сборника «Назидательные новеллы». Её главная героиня становится жертвой изнасилования, а через семь лет выходит замуж за насильника и обретает с ним счастье.
Исследователи выдвигают разные гипотезы об источниках сюжета: это могли быть толедская легенда о Хресте де ла Вега, сказка о красавице и чудовище, новелла об Амуре и Психее в составе «Метаморфоз» Апулея, древнегреческие мифы о Данае и похищении Европы.
На основе новеллы написали пьесы несколько испанских драматургов: Гильен де Кастро («Сила крови»), Алонсо де Кастилья-Солорсано («Возмещённый ущерб»), Педро Кальдерон де ла Барка («Молчание — золото»).